# Давид Kовач
Давид ковач (1779−1849) из Горачића био је један од првих драгачевских каменорезаца који нам је познат по имену. Био је и ковач и туфегџија - пушкар у Првом и Другом српском устанку.

## Живот и дело
О његовом животу мало се зна, осим што се помиње у тефтерима, пореским књигама оног доба. Потомци су му првобитно носили презиме Ковачевић (по занату којим се бавио), касније и данас Давидовић. Сахрањен је на Ружичића гробљу у Горачићима:
Овде почива тело
Давида ковача.
Поживе лета 70.
Престави се
месеца децембра
1849.
Израђивао је гробљаше од живичког пешчара омањих димензија, без посебних украса осим крста. Епитафи, урезани словима предвуковске азбуке, садрже само основне податке о појнику.

## Епитафи
Споменик Василију Давидовићу (†1833) (Горачићи – Ружичића гробље)
зде почивает раб : божи :
ВАСИЛИЕ Давидовић.
престависе у наилепшем :
цвиету от 30 : лету
1833 иануариа 30

Споменик Василији (†1842) (Горачићи – Ружичића гробље)
Зде почива
ВАСИЛИА
супруга Давида ковача
поживе : 60 : г
умре на 1842.